# Championnat de Belgique de football 2004-2005
Navigation
Saison précédente Saison suivante
Le championnat de Belgique de football 2004-2005 est la 102e saison du championnat de première division belge. Le championnat oppose 18 équipes en matches aller-retour.
Comme lors des deux dernières saisons, la lutte pour le titre se résume à un duel entre le Sporting Anderlecht, qui perd des points précieux contre des équipes de bas de tableau en début de saison, et le Club Bruges KV, plus régulier et qui coiffe les lauriers nationaux à l'avant-dernière journée du championnat. La troisième place fait également l'objet d'une lutte intense entre le Standard de Liège et le KRC Genk. Les deux équipes terminent la saison à égalité de points et de victoires et doivent se départager par un test-match, une première dans l'histoire du football belge pour une qualification européenne. Les Limbourgeois sortent vainqueur de cet affrontement.
Dans le bas du classement, le Royal Albert Elisabeth Club de Mons rate complètement son début de saison et ne parviendra jamais à quitter les sièges basculants. Après trois saisons au plus haut niveau, le club hennuyer retourne en deuxième division. Il est accompagné par les promus du KV Ostende, qui parviennent à entretenir l'espoir jusqu'à l'avant-dernière journée surtout à cause des mauvais résultats des équipes les précédant au classement.

## Clubs participants
Dix-huit clubs prennent part à ce championnat, soit autant que lors de l'édition précédente. Ceux dont le matricule est indiqué en gras existent toujours aujourd'hui.
| #  | Nom                                                    | Mat. | Ville                | Stades                      | Entraîneur          | En D1 depuis (série) | Total en D1 | Saison précédente |
| -- | ------------------------------------------------------ | ---- | -------------------- | --------------------------- | ------------------- | -------------------- | ----------- | ----------------- |
| 1  | Royal Sporting Club Anderlecht                         | 35   | Anderlecht           | Stade Constant Vanden Stock | Hugo Broos          | 1935-1936 (68e)      | 74e         | 1er               |
| 2  | Koninklijke Football Club Germinal Beerschot Antwerpen | 3530 | Anvers               | Kiel                        | Marc Brys           | 1989-1990 (16e)      | 16e         | 7e                |
| 3  | Koninklijke Sportkring Beveren                         | 2300 | Beveren              | Freethielstadion            | Herman Helleputte   | 1997-1998 (8e)       | 44e         | 12e               |
| 4  | Cercle Brugge Koninklijke Sportvereniging              | 12   | Bruges               | Olympiastadion              | Harm van Veldhoven  | 2003-2004 (2e)       | 71e         | 14e               |
| 5  | Club Brugge Koninklijke Voetbalvereniging              | 3    | Bruges               | Olympiastadion              | Trond Sollied       | 1959-1960 (46e)      | 83e         | 2e                |
| 6  | Royal Charleroi Sporting Club                          | 22   | Charleroi            | Stade du Mambourg           | Jacky Mathijssen    | 1985-1986 (20e)      | 41e         | 15e               |
| 7  | Koninklijke Racing Club Genk                           | 322  | Genk                 | Fenixstadion                | René Vandereycken   | 1996-1997 (9e)       | 23e         | 4e                |
| 8  | Koninklijke Atletieke Associatie Gent                  | 7    | Gand                 | Jules Ottenstadion          | Georges Leekens     | 1989-1990 (16e)      | 66e         | 9e                |
| 9  | Royal Standard de Liège                                | 16   | Sclessin             | Stade de Sclessin           | Dominique D'Onofrio | 1921-1922 (81e)      | 86e         | 3e                |
| 10 | Koninklijke Lierse Sportkring                          | 30   | Lierre               | Herman Vanderpoortenstadion | Paul Put            | 1988-1989 (17e)      | 68e         | 11e               |
| 11 | Koninklijke Sporting Club Lokeren Oost-Vlaanderen      | 282  | Lokeren              | Daknamstadion               | Franky Van der Elst | 1996-1997 (9e)       | 28e         | 10e               |
| 12 | Royale Association Athlétique Louviéroise              | 93   | La Louvière          | Stade du Tivoli             | Albert Cartier      | 2000-2001 (5e)       | 8e          | 8e                |
| 13 | Football Club Molenbeek Brussels                       | 1936 | Molenbeek-Saint-Jean | Stade Edmond Machtens       | Emilio Ferrera      | 2004-2005 (1re)      | 1re         | Division 2 : 1er  |
| 14 | Royal Albert Elisabeth Club de Mons                    | 44   | Mons                 | Stade Charles Tondreau      | Jos Daerden         | 2002-2003 (3e)       | 3e          | 16e               |
| 15 | Royal Excelsior Mouscron                               | 224  | Mouscron             | Le Canonnier                | Philippe Saint-Jean | 1996-1997 (9e)       | 9e          | 5e                |
| 16 | Koninklijke Voetbalclub Oostende                       | 31   | Ostende              | Albertparkstadion           | Gilbert Bodart      | 2004-2005 (1re)      | 4e          | Division 2 : 2e   |
| 17 | Koninklijke Sint-Truidense Voetbalverening             | 373  | Saint-Trond          | Stayenveld                  | Marc Wilmots        | 1994-1995 (11e)      | 32e         | 13e               |
| 18 | Koninklijke Voetbalclub Westerlo                       | 2024 | Westerlo             | Het Kuipje                  | Jan Ceulemans       | 1997-1998 (8e)       | 8e          | 6e                |

### Localisation des clubs
| GBA Lierse SK KVC Westerlo AA Gent KSC Lokeren KSK Beveren FC Bruges CS Bruges KV Ostende RSC Anderlecht FC Brussels Sint-Truidense VV KRC Genk Charleroi Mouscron RAA Louviéroise Mons Standard de Liège |

## Résultats et classements

### Résultats des rencontres
Avec dix-huit clubs engagés, 306 matches sont au programme de la saison.
| Résultats (▼dom., ►ext.)                                   | AND | GBA | BEV | CSB | FCB | CHA | RCG | AAG | LIE | LOK | LOU | MOL | MON | MOU | OST | STT | STA | WES |
| R. SC Anderlecht                                           |     | 3-0 | 5-2 | 5-2 | 2-1 | 3-0 | 4-2 | 2-0 | 5-1 | 2-0 | 2-1 | 3-0 | 2-1 | 2-0 | 0-1 | 2-1 | 3-2 | 4-0 |
| K. FC GB Antwerpen                                         | 0-1 |     | 3-1 | 2-3 | 0-1 | 0-1 | 3-1 | 0-0 | 2-2 | 1-2 | 1-1 | 2-0 | 2-0 | 3-1 | 4-0 | 3-1 | 1-0 | 1-0 |
| K. SK Beveren                                              | 0-1 | 1-0 |     | 5-1 | 1-1 | 1-2 | 0-2 | 1-2 | 2-1 | 0-2 | 0-2 | 0-1 | 0-4 | 2-2 | 2-2 | 3-1 | 2-3 | 4-1 |
| Cercle Brugge KSV                                          | 1-3 | 2-1 | 1-1 |     | 1-2 | 0-4 | 1-3 | 2-1 | 2-2 | 2-2 | 2-2 | 1-2 | 2-0 | 1-0 | 2-0 | 5-1 | 1-3 | 0-0 |
| Club Brugge KV                                             | 2-2 | 6-0 | 3-1 | 5-0 |     | 1-1 | 1-1 | 5-0 | 1-0 | 0-0 | 2-0 | 4-1 | 3-1 | 3-0 | 7-3 | 5-1 | 1-1 | 2-0 |
| R. Charleroi SC                                            | 2-1 | 1-0 | 2-1 | 5-1 | 0-1 |     | 2-0 | 3-2 | 1-0 | 2-1 | 2-5 | 1-2 | 1-0 | 2-0 | 1-0 | 0-0 | 0-0 | 0-1 |
| K. RC Genk                                                 | 2-4 | 2-1 | 2-1 | 2-1 | 2-1 | 2-0 |     | 1-1 | 3-0 | 2-1 | 1-0 | 3-1 | 2-2 | 0-0 | 2-2 | 1-0 | 1-1 | 3-2 |
| K. AA Gent                                                 | 0-0 | 5-0 | 1-0 | 1-2 | 0-1 | 3-1 | 0-1 |     | 1-0 | 3-1 | 2-1 | 3-0 | 2-1 | 1-0 | 2-1 | 2-1 | 1-1 | 1-0 |
| K. Lierse SK                                               | 1-1 | 2-0 | 1-3 | 2-0 | 0-2 | 1-1 | 1-5 | 3-2 |     | 2-0 | 7-0 | 5-1 | 4-1 | 0-1 | 3-1 | 0-1 | 1-1 | 3-0 |
| K. SC Lokeren O.-V.                                        | 2-2 | 0-1 | 1-1 | 4-0 | 0-2 | 1-1 | 1-3 | 0-1 | 0-2 |     | 1-0 | 1-0 | 0-0 | 1-1 | 1-0 | 4-3 | 0-0 | 3-1 |
| R. AA Louviéroise                                          | 1-1 | 1-1 | 3-0 | 2-1 | 0-2 | 0-0 | 2-0 | 0-1 | 3-2 | 0-0 |     | 1-0 | 4-0 | 3-1 | 2-0 | 1-0 | 0-1 | 1-2 |
| FC Molenbeek-Brussels                                      | 0-1 | 2-1 | 1-3 | 2-1 | 1-6 | 1-2 | 0-1 | 1-1 | 3-2 | 1-2 | 1-1 |     | 2-1 | 2-1 | 2-2 | 0-1 | 0-1 | 0-1 |
| R. AEC de Mons                                             | 1-2 | 0-1 | 2-2 | 1-3 | 0-0 | 0-1 | 1-2 | 1-0 | 4-1 | 0-1 | 4-1 | 1-2 |     | 0-2 | 2-0 | 4-1 | 2-3 | 3-2 |
| R. Excelsior Mouscron                                      | 2-0 | 0-1 | 1-0 | 6-0 | 0-1 | 0-1 | 1-2 | 0-2 | 1-3 | 1-1 | 1-1 | 2-0 | 5-1 |     | 1-1 | 4-0 | 0-3 | 3-0 |
| KV Oostende                                                | 1-3 | 0-0 | 1-1 | 0-1 | 1-2 | 1-2 | 1-3 | 1-2 | 2-3 | 0-2 | 2-1 | 1-0 | 1-0 | 1-0 |     | 1-0 | 1-1 | 3-3 |
| K. Sint-Truidense VV                                       | 2-2 | 1-1 | 0-1 | 0-1 | 3-2 | 2-2 | 0-2 | 0-2 | 4-0 | 2-0 | 2-1 | 2-0 | 0-0 | 3-2 | 0-0 |     | 4-1 | 1-0 |
| R. Standard de Liège                                       | 1-0 | 3-0 | 3-0 | 4-0 | 1-4 | 1-2 | 1-0 | 3-0 | 4-1 | 1-0 | 1-0 | 1-3 | 2-0 | 2-0 | 5-0 | 4-1 |     | 2-0 |
| K. VC Westerlo                                             | 2-2 | 1-0 | 1-1 | 1-2 | 1-3 | 2-1 | 0-0 | 2-1 | 2-1 | 1-1 | 0-2 | 1-0 | 2-1 | 0-1 | 2-0 | 2-1 | 1-3 |     |
| - Victoire à domicile - Match nul - Victoire à l'extérieur |     |     |     |     |     |     |     |     |     |     |     |     |     |     |     |     |     |     |

### Classement final
| Rang | Équipe                | Pts | J  | G  | N  | P  | Bp | Bc | Diff |
| ---- | --------------------- | --- | -- | -- | -- | -- | -- | -- | ---- |
| 1    | CLUB BRUGGE KV S      | 79  | 34 | 24 | 7  | 3  | 83 | 25 | +58  |
| 2    | R. SC Anderlecht T    | 76  | 34 | 23 | 7  | 4  | 75 | 34 | +41  |
| 3    | R. Standard de Liège  | 70  | 34 | 21 | 7  | 6  | 64 | 30 | +34  |
| 4    | K. RC Genk            | 70  | 34 | 21 | 7  | 6  | 59 | 37 | +22  |
| 5    | R. Charleroi SC       | 64  | 34 | 19 | 7  | 8  | 47 | 34 | +13  |
| 6    | K. AA Gent            | 59  | 34 | 18 | 5  | 11 | 46 | 36 | +10  |
| 7    | R. AA Louviéroise     | 44  | 34 | 12 | 8  | 14 | 43 | 43 | 0    |
| 8    | K. SC Lokeren O.-V.   | 44  | 34 | 11 | 11 | 12 | 36 | 38 | -2   |
| 9    | K. FC GB Antwerpen C  | 42  | 34 | 12 | 6  | 16 | 36 | 45 | -9   |
| 10   | K. Lierse SK          | 41  | 34 | 12 | 5  | 17 | 57 | 60 | -3   |
| 11   | Cercle Brugge K. SV   | 41  | 34 | 12 | 5  | 17 | 45 | 74 | -29  |
| 12   | K. VC Westerlo        | 39  | 34 | 11 | 6  | 17 | 34 | 54 | -20  |
| 13   | R. Excelsior Mouscron | 36  | 32 | 10 | 6  | 18 | 40 | 43 | -3   |
| 14   | K. Sint-Truidense VV  | 36  | 34 | 10 | 6  | 18 | 40 | 58 | -18  |
| 15   | FC Molenbeek Brussels | 33  | 34 | 10 | 3  | 21 | 32 | 60 | -28  |
| 16   | K. SK Beveren         | 32  | 34 | 8  | 8  | 18 | 43 | 59 | -16  |
| 17   | KV Oostende           | 27  | 34 | 6  | 9  | 19 | 31 | 62 | -31  |
| 18   | R. AEC de Mons        | 26  | 34 | 7  | 5  | 22 | 39 | 58 | -19  |

Légende
- Champion de Belgique 2005 et qualifié pour la « Ligue des champions » la saison suivante
- Club qualifié pour la « Ligue des champions » la saison suivante
- Club devant disputer un match de barrage pour se qualifier pour la « Coupe UEFA » la saison suivante
- Club qualifié pour la « Coupe UEFA » la saison suivante
- Club qualifié pour la « Coupe Intertoto » la saison suivante
- Club relégué pour la saison suivante

Abréviations
T : Tenant du titre 2004

C : Vainqueur de la Coupe de Belgique 2004-2005

S : Vainqueur de la Supercoupe de Belgique 2004

 : club promu de « Division 2 » depuis la saison précédente

### Test-match pour la qualification en Coupe UEFA
Le Standard de Liège et le KRC Genk terminent à égalité parfaite et doivent disputer un test-match en aller/retour pour désigner le club qualifié en Coupe UEFA la saison prochaine. Le Standard remporte le match aller 3-1 mais s'écroule au match retour et s'incline 3-0, ce qui permet à Genk de se qualifier pour la Coupe d'Europe.
| Date                | Match                             | Résultat |
| ------------------- | --------------------------------- | -------- |
| 21 mai 2005         | R. Standard de Liège - K. RC Genk | 3-1      |
| 29 mai 2005         | K. RC Genk - R. Standard de Liège | 3-0      |
| K. RC Genk qualifié |                                   |          |

### Meilleur buteur
Nenad Jestrović (R. SC Anderlecht) avec 18 goals. Il est le 27e joueur étranger différent, le premier serbe, à remporter cette récompense.

#### Classement des buteurs
Le tableau ci-dessous reprend les 17 meilleurs buteurs du championnat, soit les joueurs ayant inscrit dix buts ou plus durant la saison.
| #   | Pays | Joueur               | Club                  | Buts | Matches joués |
| --- | ---- | -------------------- | --------------------- | ---- | ------------- |
| 1.  |      | Nenad Jestrović      | R. SC Anderlecht      | 18   | 23            |
| 2.  |      | Kevin Vandenbergh    | K. RC Genk            | 17   | 32            |
| 3.  |      | Sambegou Bangoura    | R. Standard de Liège  | 15   | 30            |
| =.  |      | Rune Lange           | Club Brugge KV        | 15   | 32            |
| 5.  |      | Aruna Dindane        | R. SC Anderlecht      | 14   | 29            |
| =.  |      | Archie Thompson      | K. Lierse SK          | 14   | 29            |
| =.  |      | Mohammed Aliyu Datti | R. AEC de Mons        | 14   | 30            |
| =.  |      | Marcin Żewłakow      | R. Excelsior Mouscron | 14   | 31            |
| 9.  |      | Moussa Sanogo        | K. SK Beveren         | 13   | 29            |
| =.  |      | Romaric N'Dri Koffi  | K. SK Beveren         | 13   | 32            |
| =.  |      | Gert Verheyen        | Club Brugge KV        | 13   | 32            |
| 12. |      | Boško Balaban        | Club Brugge KV        | 11   | 24            |
| 13. |      | Sergio Conceição     | R. Standard de Liège  | 10   | 27            |
| =.  |      | Marius Mitu          | K. Lierse SK          | 10   | 28            |
| =.  |      | Nastja Čeh           | Club Brugge KV        | 10   | 29            |
| =.  |      | Dieter Dekelver      | Cercle Brugge K. SV   | 10   | 29            |
| =.  |      | Richard Culek        | FC Molenbeek Brussels | 10   | 32            |

## Récapitulatif de la saison
- Champion : Club Bruges KV (13e titre)
- Deuxième équipe à remporter treize titres de champion de Belgique
- 16e titre pour la province de Flandre-Occidentale.

| Région flamande (11)            | Région flamande (11) | Province de Brabant (2)      | Province de Brabant (2) | Région wallonne (5)    | Région wallonne (5) |
| ------------------------------- | -------------------- | ---------------------------- | ----------------------- | ---------------------- | ------------------- |
| Province d'Anvers               | 3                    | Région de Bruxelles-Capitale | 2                       | Province de Hainaut    | 4                   |
| Province de Flandre-Occidentale | 3                    | Province du Brabant flamand  | 0                       | Province de Liège      | 1                   |
| Province de Flandre-Orientale   | 3                    | Province du Brabant wallon   | 0                       | Province de Luxembourg | 0                   |
| Province de Limbourg            | 2                    |                              |                         | Province de Namur      | 0                   |

1. ↑  Au niveau footballistique, la province de Brabant est toujours unitaire malgré sa partition territoriale en 1995.

### Admission et relégation
Le Royal Albert Elisabeth Club de Mons et le KV Ostende terminent aux deux dernières places et sont relégués. Ils sont remplacés par le SV Zulte Waregem, champion de deuxième division, et le K. SV Roeselaere, vainqueur du tour final.

### Débuts en Division 1
Un club fait ses débuts dans la plus haute division belge. Il est le 72e club différent à y apparaître.
- Le FC Molenbeek Brussels est le 20e club de la province de Brabant à évoluer dans la plus haute division belge.

### Bilan de la saison
| Championnat de Belgique de football 2004-2005 |                                                   |
| Champion                                      | Club Brugge KV (13e titre)                        |
| Dauphin                                       | R. SC Anderlecht                                  |
| Coupes et trophées                            |                                                   |
| Vainqueur de la Coupe de Belgique 2004-2005   | K. FC Germinal Beerschot Antwerpen                |
| Vainqueur de la Supercoupe de Belgique 2004   | Club Brugge KV                                    |
| Qualifications continentales                  |                                                   |
| Ligue des champions de l'UEFA 2005-2006       | Club Brugge KV (Troisième tour préliminaire)      |
| Ligue des champions de l'UEFA 2005-2006       | R. SC Anderlecht (Deuxième tour préliminaire)     |
| Coupe UEFA 2005-2006                          | K. FC Germinal Beerschot Antwerpen (Premier tour) |
| Coupe UEFA 2005-2006                          | K. RC Genk (Deuxième tour préliminaire)           |
| Coupe Intertoto 2005                          | R. Charleroi SC (Deuxième tour)                   |
| Coupe Intertoto 2005                          | K. AA Gent (Premier tour)                         |
| Coupe Intertoto 2005                          | K. SC Lokeren O.-V. (Premier tour)                |
| Promotions et relégations                     |                                                   |
| Promus en Division 1                          | SV Zulte Waregem                                  |
| Promus en Division 1                          | K. SV Roeselaere                                  |
| Relégués en Division 2                        | R. AEC de Mons                                    |
| Relégués en Division 2                        | KV Oostende                                       |